# L'Émulation (revue)
Cet article concerne la revue. Pour le bâtiment, voir L'Émulation. Pour la substitution d'un matériel par un logiciel, voir Émulation.

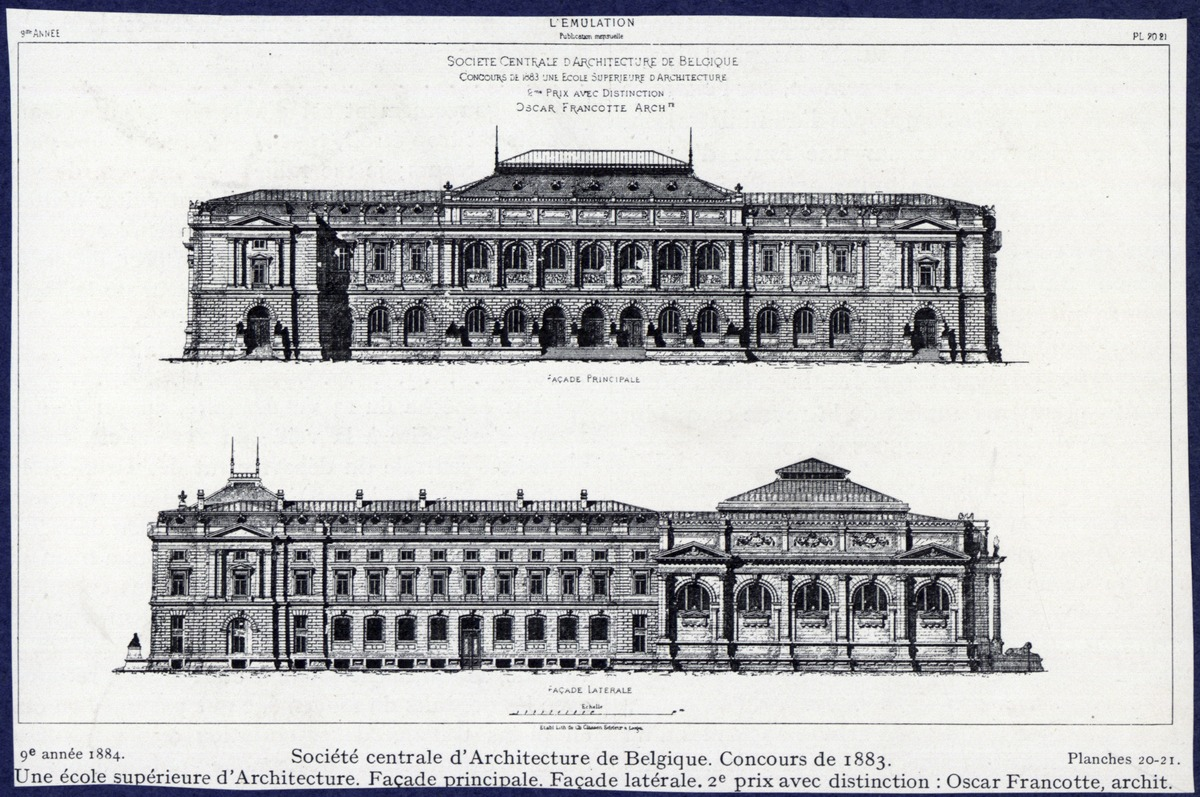
Illustration tiré de la revue L'Émulation, 1883, planche 20-21. Projet de façades principale et latérale d'une école supérieure d'architecture, par Oscar Francotte.

L'Émulation est le nom d'une revue d'architecture belge qui fut éditée sans interruption du 1er septembre 1874 jusqu'au 10 octobre 1939.
Publication de la Société centrale d'architecture de Belgique, L'Émulation fut la principale revue d'architecture de cette époque en étant le témoin direct de l'évolution architecturale du pays.
Elle fut fondée par Valère Dumortier disciple de Joseph Poelaert, dans l'atelier duquel il se forma comme dessinateur puis comme conducteur de travaux pour l'église de Laeken, qui en fut le premier rédacteur en chef, avec à ses côtés, Charles Neute, également disciple de Joseph Poelaert, Ernest Allard et Jan Baes.